# Diego Cervantes
Diego Alberto Cervantes Chávez (Ciudad de México, México, 30 de agosto de 1984) es un exfutbolista y entrenador mexicano. Jugaba de defensa central y actualmente es entrenador del Club América Sub-23.

## Trayectoria
Lo debutó Mario Carrillo con el América en el Apertura 2005, al utilizarlo como titular contra Pumas en Ciudad Universitaria, alcanzó regularidad hasta el Clausura 2008, en el que jugó 13 partidos, pero después de ese torneo salió.
Estuvo con San Luis en Apertura 2008, Necaxa en Clausura 2009, Atlante en Apertura 2009, Monterrey en Bicentenario 2010 y regresó al América en Apertura 2010, aunque para actuar como refuerzo en el torneo Sub-20. Salió al terminar el Clausura 2011.
Llegó a Puebla en el Apertura 2011, estuvo dos torneos. En el Clausura 2013 arribó al Querétaro y para el Apertura 2013 pasa a Delfines del Carmen, equipo recién ascendido de la segunda división a la liga de ascenso.

## Clubes
| Club                     | País   | Año         | Partidos | Goles |
| ------------------------ | ------ | ----------- | -------- | ----- |
| San Luis Fútbol Club     | México | 2004 - 05   | 31       | 3     |
| Club América             | México | 2005 - 2008 | 39       | 1     |
| San Luis Fútbol Club     | México | 2008        | 10       | 3     |
| Club Necaxa              | México | 2009        | 13       | 3     |
| Club de Fútbol Atlante   | México | 2009        | 6        | 0     |
| Club de Fútbol Monterrey | México | 2010        | 3        | 0     |
| Club América             | México | 2010 - 2011 | 6        | 0     |
| Puebla Fútbol Club       | México | 2011 - 2012 | 17       | 0     |
| Querétaro Fútbol Club    | México | 2013        | 6        | 1     |
| Delfines del Carmen      | México | 2013        | 6        | 0     |
| Lobos BUAP               | México | 2014        | 9        | 1     |
| Atlético San Luis        | México | 2014 - 2016 | 49       | 2     |

## Palmarés

### Campeonatos nacionales
| Título    | Club         | País           | Año  |
| --------- | ------------ | -------------- | ---- |
| Interliga | Club América | Estados Unidos | 2008 |

- Datos: Q1410812